# CNN Türk
Сі. Ен. Ен. Тюрк (тур. CNN Türk) — телеканал (Туреччина). Рік заснування — 1999 р. Головним редактором є Ферхат Боратав (тур. Ferhat Boratav). Власник: Time Warner, Doğan Medya Grubu.